# Konstantinos Demertzis
Konstantinos Demertzis (in greco: Κωνσταντίνος Δεμερτζής; 1876 – 13 aprile 1936) è stato un politico greco, primo ministro della Grecia, per breve tempo, dal novembre 1935 sino al suo decesso avvenuto nell'aprile del 1936.
Compì gli studi giuridici all'Università Nazionale Capodistriana di Atene e all'Università Ludwig Maximilian di Monaco, divenendo nel 1928 docente di diritto di famiglia. Nel 1910 era stato eletto senatore e nel biennio 1913-1914 era divenuto ministro nel governo presieduto da Eleutherios Venizelos.
Il 30 novembre 1935 fu designato a capo di un governo provvisorio, durante una fase molto confusa della politica ellenica in cui nessuno dei due grandi partiti greci dell'epoca, il Partito Liberale (Komma Fileleftheron) e il Partito Populista (Laiko Komma), aveva una salda maggioranza in Parlamento.
Dovette subire le forti pressioni del governo britannico, per opera dell'ambasciatore Waterlow, affinché la Grecia onorasse i suoi impegni relativamente ai forti debiti contratti e il cui pagamento era stato ritardato probabilmente anche a causa del raffreddamento dei rapporti anglo-greci negli anni del conflitto italo-etiopico.
Morì, durante il suo mandato per una crisi cardiaca sopraggiunta il 13 aprile 1936; il sovrano Giorgio II di Grecia nominò a capo del Governo, Ioannis Metaxas che diverrà poi dittatore del paese.